# Stephen Vogt
Stephen Guy Vogt (né le 1er novembre 1984 à Visalia, Californie, États-Unis) est un ancien receveur des Athletics d'Oakland en Ligue majeure de baseball.
Il joue pour les Rays de Tampa Bay en 2012 puis pour les Athletics d'Oakland de 2013 à 2017, représentant ces derniers au match des étoiles en 2015 et 2016.

## Carrière

### Carrière de joueur

#### Rays de Tampa Bay
Athlète évoluant à la Azusa Pacific University d'Azusa en Californie, Stephen Vogt est repêché par les Rays de Tampa Bay au 12e tour de sélection en 2007.
Un joueur de champ extérieur et receveur dans les ligues mineures, Vogt participe en 2012 au camp d'entraînement des Rays mais est retranché le 18 mars et retrogradé aux Bulls de Durham. Deux jours avant l'ouverture de la saison 2012 des Rays, Vogt apprend qu'il amorcera la saison avec le club des majeures, qui a placé B. J. Upton et Sam Fuld, deux joueurs de champ extérieur, sur la liste des blessés. Stephen Vogt fait ses débuts dans les majeures à l'âge de 27 ans le 6 avril 2012 comme frappeur suppléant puis voltigeur de gauche des Rays face aux Yankees de New York. Il dispute 18 parties pour les Rays en 2012. Il ne frappe aucun coup sûr et établit un record des Rays en étant incapable d'atteindre les buts en 27 passages au bâton, éclipsant la marque de 22 par Brook Fordyce en 2004.

#### Athletics d'Oakland

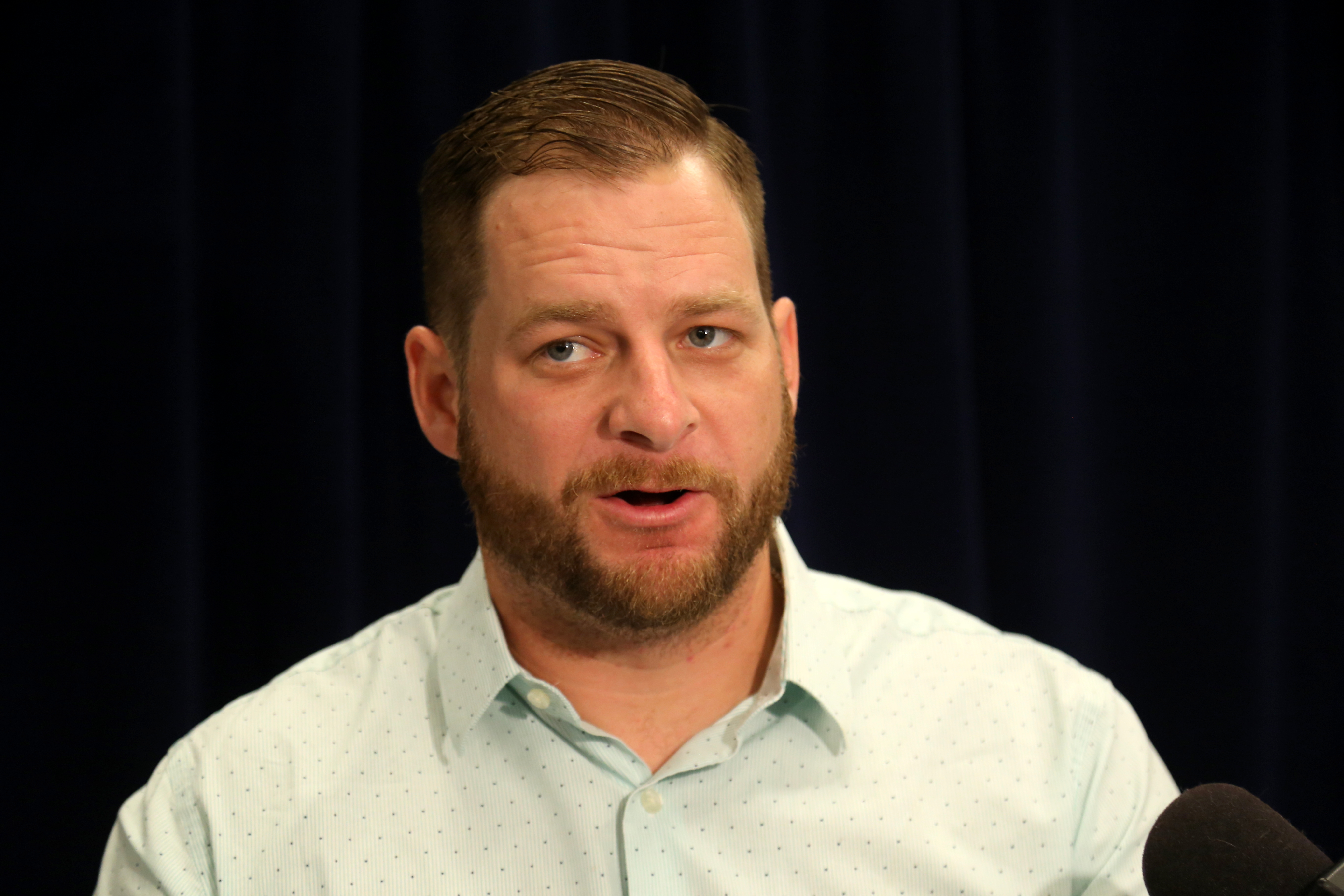
Vogt en 2016.

Le 5 avril 2013, les Rays l'échangent aux Athletics d'Oakland pour un joueur à être nommé plus tard. Vogt dispute 47 matchs pour Oakland en 2013, comme substitut du receveur Derek Norris. Vogt tarde à récolter son premier coup sûr dans les majeures : il est 0 en 32 à ses débuts avant de finalement obtenir ce premier coup sûr, un coup de circuit, contre Joe Kelly des Cardinals de Saint-Louis le 28 juin 2013. Cette mauvaise séquence de 0 en 32 est la plus longue dans les majeures depuis qu'un ancien des Athletics, Chris Carter, avait débuté par une performance de 0 en 33 en 2010, et seulement 3 présences officielles au bâton de moins que le triste record de 0 en 35 (excluant les lanceurs) établi en 1972 par Vic Harris.
Il termine la saison régulière des A's avec 34 coups sûrs, 4 circuits, 16 points produits, 18 points marqués et une moyenne au bâton de ,252.
Le 5 octobre 2013 à Oakland, dans le second match de la Série de divisions de la Ligue américaine face aux Tigers de Détroit, Stephen Vogt joue les héros en mettant fin au match avec un coup sûr contre Rick Porcello qui produit en fin de 9e manche le point gagnant dans une victoire de 1-0 des Athletics.
Vogt est invité au match des étoiles 2015 après une excellente première moitié de saison. Il frappe 14 circuits et produit 56 points à ses 85 premiers matchs mais ralentit considérablement en seconde partie de calendrier, ne frappant que 4 circuits à ses 51 derniers matchs et se contentant d'une récolte de 15 points produits. Il termine la saison 2015 avec des records personnels de 18 circuits et 71 points produits en 136 matchs joués, au cours desquels sa moyenne au bâton s'élève à ,261. 
Il subit une intervention chirurgicale au coude droit entre les saisons 2015 et 2016[réf. souhaitée].

#### Brewers de Milwaukee
Vogt est réclamé au ballottage par les Brewers de Milwaukee le 25 juin 2017.

### Carrière d'entraîneur
Le 6 novembre 2023 Stephen Vogt devient le manager des Guardians de Cleveland.